# Косеа
Косеа (на гръцки: Κοσσαία) е античен полис в Тракия или Македония. 
Участник в Делоския съюз, Косеа е споменат в атинските данъчни списъци от 425/4 г. пр. Хр. като един от тракийските полиси, дали трибут към съюза. Освен този документ, Косеа е спомeнат бегло от Стефан Византийски като град в Тракия. Днес точното му положение е неизвестно.
В края на XIX век Стефан Веркович записва поверието, че Кушнишкият манастир се намира върху руините на Косеа, а самата планина Кушиница носи името на града. Източниците на Веркович са неизвестни.